# Oneco Township
Die Oneco Township ist eine von 18 Townships im Stephenson County im Nordwesten des US-amerikanischen Bundesstaates Illinois.

## Geografie
Die Oneco Township liegt Nordwesten von Illinois an der Grenze zu Wisconsin. Der Mississippi, der die Grenze zu Iowa bildet, befindet sich rund 85 km westlich.
Die Oneco Township liegt auf 42°29′08″ nördlicher Breite und 89°39′47″ westlicher Länge und erstreckt sich über 71,22 km².
Die Oneco Township liegt im Norden des Stephenson County und grenzt an das Green County in Wisconsin. Innerhalb des Stephenson County grenzt die Oneco Township im Osten an die Rock Grove Township, im Südosten an die Dakota Township, im Süden an die Buckeye Township, im Südwesten an die Waddams Township und im Westen an die Winslow Township.

## Verkehr
Durch die Township führt in Nord-Süd-Richtung die Illinois State Route 36. Alle weiteren Straßen sind County Roads und weiter untergeordnete und zum Teil unbefestigte Fahrwege.
Der nächstgelegene Flugplatz ist der rund 30 km südlich der Township gelegene Albertus Airport bei Freeport, dem Zentrum der gesamten Region.

## Bevölkerung
Bei der Volkszählung im Jahr 2010 hatte die Township 1331 Einwohner. Neben Streubesiedlung gibt es zwei Siedlungen:
- Orangeville1 (Village)
- Oneco (Unincorporated Community)

1 – teilweise in der Buckeye Township